# Jacques Sutter
Pour les articles homonymes, voir Sutter.
Jacques Sutter, né le 19 décembre 1926 à Levallois-Perret (Hauts-de-Seine), est un sociologue français spécialisé en sociologie des religions.
Directeur de recherche au CNRS, il assura la direction du Groupe de sociologie des religions. Médaillé du CNRS, il est à la retraite depuis 1994 et poursuit ses activités de recherche.

## Biographie
Après avoir suivi une formation philosophique et théologique, Jacques Sutter a exercé pendant une quinzaine d’années une activité professorale dans le cadre d’une congrégation religieuse : enseignement dans le domaine de l’économie et cours d’histoire de la musique. En 1958 il a obtenu un Prix d’histoire de la musique au Conservatoire national supérieur de musique et de danse de Paris et, en 1959, la licence ès Sciences sociales (Institut de Sciences Sociales). Au cours de cette même période il a mené des enquêtes de terrain sociodémographiques dans le cadre du Centre pastoral des missions intérieures (CPMI). En 1968, il intègre le CNRS en tant qu’ingénieur de recherche dans le Groupe de sociologie des religions (GSR), dirigé par Émile Poulat. Il obtient en 1969 le Diplôme de l’École pratique des hautes études. Il a  été secrétaire général de l’Association française de sociologie religieuse de 1973 à 1985, membre du comité de rédaction des Archives de sciences sociales des religions et membre de la Conférence internationale de sociologie religieuse. Docteur d’État en 1983 (Doctorat à l'École des hautes études en sciences sociales), il devient directeur de recherche en 1987. Il assurera la direction de son laboratoire, le GSR, de 1984 à 1991. 
Parallèlement à ce parcours professionnel, formé aux disciplines musicales et à la pratique instrumentale, il exerce la direction de chœur durant une cinquantaine d’années, réalisant de grandes œuvres du répertoire classique en collaboration avec des orchestres professionnels. Cette activité, en lien avec sa formation au CNSMD de Paris, contribuera à initier une analyse critique des rapports de l’esthétique et de la religion.

## Thèmes de recherche
- L'analyse de l’institution catholique dans tout un contexte de mutations culturelles, plus précisément l’examen de la situation de la religion catholique en France – système organisationnel, modèle clérical bérullien, statut et crise du clergé, états de l’opinion publique –, attestant, en France, d’une perte d’emprise de l’institution et du recul de l’ancrage du catholicisme comme religion dominante. Jacques Sutter a prolongé son analyse en examinant les statuts de la religion et la situation de l’héritage chrétien en Europe.

- L'analyse des sondages érigés en objet sociologique comme pratique sociale globale (thématique, questionnement, sondeurs, commanditaires, publications...). Avec la constitution d’un important dossier documentaire rassemblant, pour la période 1944-1976, tous les sondages avec questions religieuses exécutés à l’échelle nationale. Jacques Sutter a mené une recherche sur deux grands axes, dans un va-et-vient épistémologique entre la qualitatif et le quantitatif : une analyse sémantique d’un discours idéologique global renvoyant au système de représentations et de valeurs d’une société ; une analyse statistique des données chiffrées prises dans des ensembles signifiants, avec l’utilisation de l’analyse factorielle. L'examen des indicateurs privilégiés que sont les sondages révèlent les profondes mutations qui touchent la société française au regard du fait religieux.

- L'analyse des phénomènes de croyances dans la complexité de leur élaboration et de leur mode de fonctionnement : un espace de recherche autour d’une dérive du fait religieux, la récession et l’altération du système de croyance entraînant une perte de légitimité de l’autorité religieuse dont l’emprise sur les normes sociales et morales ne s’impose plus. Dans ce contexte, le recours à la religion dite « émotionnelle » s’affirme comme une alternative au déficit de l’adhésion croyante L’analyse critique de ce thème tient aux éléments constitutifs de la croyance : affects et raison sont en interconnexion.

- L'analyse du rapport de la religion à la modernité, sur fond de « diabolisation » de la raison et d’une vision religieuse du monde. La désarticulation conflictuelle des sphères de la culture et l’hégémonie de la rationalité instrumentale constituent l’essentiel de la crise de la raison moderne. Le christianisme est lui-même impliqué dans cette crise et interpellé sur la pertinence de son héritage en Occident. Au cœur de cette problématique, l’affrontement entre foi et science est un thème central de l’analyse. Dans ce contexte s’inscrit l’examen critique du thème du « retour du religieux », énoncé à partir d’amalgames hétérogènes.

- L'esthétique, comme espace d’interpellation du fait religieux. La catégorie du religieux est considérée non comme un univers englobant de réponses ultimes, mais comme une variante d’une donnée indissociable de notre humanisation. Sans avoir à les opposer de façon antagoniste, religion et esthétique sont deux domaines renvoyés l’un et l’autre à l’expression mythifiée de notre univers et à la nécessaire exploration des pulsions premières qui en sont la source signifiante. Sans exclusive, l’univers musical sert de fil conducteur prioritaire à l’analyse de cette interpellation du fait religieux. Jacques Sutter poursuit sa réflexion sur ce thème.

### Ouvrages
- Comme si Dieu n’existait pas. Propos d’un sociologue, Paris, éd. de l’Épi, 1973, 156 p.
- La vie religieuse des Français. Trente trois ans de sondages d’opinion, Paris, éd. du CNRS, 1984, 2 vol., 1350 p.  (ISBN 2-222-03418-3)
- « Introduction » (p. 7-22), « Dérive culturelle et catholicisme minoritaire » (p. 211-310), in Guy Michelat, Julien Potel, Jacques Sutter, Jacques Maître, Les Français sont-il encore catholiques, éd. du Cerf, 1991, 332 p.  (ISBN 2-204-04346-X)
- « La culpabilité, un défi pour le devenir du fait religieux » (p.17-68) ; « Les ambitions de la science et les prétentions de la foi » (p.192-272) ; « La croyance est-elle hors de portée de l’observateur ? » (p.273-283) ; « La laïcité comme cohabitation des différences » (p.285-332), in Guy Michelat, Julien Potel, Jacques Sutter, L’héritage chrétien en disgrâce, éd. L’Harmattan, 2003, 335 p.  (ISBN 2-7475-3978-4).

### Contributions à des ouvrages collectifs
- « Sondages et conceptualisation en sociologie des religions » Actes de la Xe Conférence internationale de sociologie religieuse, Rome 18-22 août 1969. Types, dimensions et mesure de la religiosité, CISR, Rome, p. 315-325.
- « Opinion des Français sur leurs croyances et leurs comportements religieux » (p. 59-83), in Religion populaire et réforme liturgique. Rites et symboles, Paris, éd. du Cerf, 1975, 192 p. Publié dans La Maison-Dieu, n° 122, 1975.
- « Combinatoire du religieux et du politique dans 33 ans de sondages d’opinion française », Actes de la XVe Conférence internationale de sociologie religieuse, à Venise, Religion et politique, Lille, CISR, 1979, avec le concours du CNRS, p.363-383.

- « Contrôle et production de l’opinion publique en matière religieuse », Congrès de l’Association française pour la cybernétique économique et technique (AFCET), Versailles 20-23 novembre 1979, Petits groupes et grands systèmes, éd. Hommes et techniques, 1979, 586 p. Repris dans Archives de sociologie des religions, 50/1, juillet-septembre 1980, p.134-136

- « Transformations culturelles et crise du clergé catholique français » (p. 60-92), in Prêtres,  pasteurs et rabbins dans la société contemporaine, Introduction  de Roger Mehl, Paris, éd. du Cerf, 1982, VIe Colloque du Centre de sociologie du protestantisme, 260p.

- « Le sondage sur le protestantisme de 1980 dans le contexte du corpus des sondages » (p. 133-152), in Les protestants au miroir d’un sondage (IFOP-1980), Strasbourg, Centre de sociologie du protestantisme, 1983, 173p.

- « La vie religieuse des Français à travers les sondages d’opinion » in Danièle Hervieu-Léger, avec la collaboration de Françoise Champion, Vers un nouveau christianisme ?, Paris, éd. du Cerf, 1986, annexe, p. 61-65.

- « Identification à une confession et identités religieuses » (en collaboration), Actes de la XIXe Conférence internationale de sociologie  des religions, Sécularisation et religion : la persistance des tensions, Tübingen 25-29 août 1987, Lausanne ; CISR, p. 237-241.

- « La religion et ses chiffres » (p. 531-536), in L’état des religions dans le monde, ouvrage collectif sous la direction de Michel Clévenot, Paris, éd. La Découverte/Le Cerf, 1987, 640 p.

- « Jean-Paul II et l’apologie du sacerdoce » (p. 137-159), in Voyage de Jean-Paul II en France, Paris, éd. du Cerf, 1988, 192 p.

- « La France est-elle encore catholique ? », communication, Actes de la XXe Conférence internationale de sociologie des religions, L’État, le droit et la religion, août 1989.

- « Les perplexités d’un catholicisme de tradition» (573-578), in Les agriculteurs et la politique, sous la direction de Pierre Coulomb, Hélène Delorme, Bertrand Hervieu, Marcel Jolivet, Philippe Lacombe, Paris, Presses de la Fondation nationale des sciences politiques, 1990, 594 p.

- « Évolution des pratiques rituelles chez les catholiques français depuis 1946 » (p. 119-141), in Enjeux du rite dans la modernité, Paris, Recherches de science religieuse, 1991, reprise d’un texte publié dans Recherches de science religieuse, tome 78, n° 3, 1990

- « Ouverture. Pluralisme et minorités religieuses » (p.1-4), in Pluralisme et minorités religieuses, Colloque organisé par le CNRS et la section des sciences religieuses de EPHE, avec le concours de la mission du bicentenaire de la révolution française, Louvain-Paris, éd. Peeters, 1991, bibliothèque de l’EPHE, vol. CXVI, 159 p.

- « L’interprétation des sondages en matière religieuse » (p.105-121), in L’observation quantitative du fait religieux, Colloque de l’Association française d’histoire religieuse contemporaine, préface de Jean-Dominique Durand, introduction de Jacques Gadille, Lille, Centre d’Histoire de la région du nord et de l’Europe du nord-ouest de l’université Charles-de-Gaulle Lille III, 1992, 127 p.

- « Per una sociologia delle religioni nell’Europa occidentale » (p. 713-756), in Storia d’Europa Vol. primo, L’Europa oggi, a cura di Perry Anderson, Maurice Aymard, Paul Bairoch, Walter Barberis, Carlo Ginzburg, Torino, Giulio Einaudi editore, 1993, 924 p.

- « La religion à l’épreuve de la construction européenne », communication, Actes de la XXIIe Conférence internationale de sociologie des religions, Religion, culture et identité, Budapest, juillet 1993.
- « I giovani francesi e la deriva delle religioni », in Tomasi Luigi (éd.), La cultura dei giovani europei alle soglie del secundo milenario. Religione, valori politico e consumi, Milan, ed. Franco Angeli, 1998, p. 21-56. Colloque international, Trento, 10-13 octobre 1996.

### Articles de périodiques
- « Les mutations de l’Église de France », Politique aujourd’hui, n° 12, décembre 1970, p.36-74.

- « Analyse organigrammatique de l’Église de France », Archives de sociologie des religions, n° 31, janvier-juin 1971, p.99-149.

- « Vocations sacerdotales et séminaires : le dépérissement du modèle clérical » Archives de sciences sociales des religions, n°59/2 avril-juin 1985, p. 177-196

- « Comment sonder les reins et les cœurs ? », La scène catholique, dirigé par Michel Crépu et Bruno Tillette, Paris, Autrement revue, n° 75,  décembre 1985, p.48-53

- « Religion et enquêtes statistiques », Archives de sciences sociales des religions, n° 61/2, avril-juin 1986, p. 187-206

- « Sécularisation et religion : La persistance des tensions », XIXe CISR, présentation du colloque, en collaboration avec Régine Azria, Archives de sciences sociales des religions, n° 64/2, octobre-novembre 1987, p. 215-216

- « L’épiscopat interrogé », Archives de sciences sociales des religions, n° 65/2, avril-juin 1988, p.185-194

- « Retour du religieux ? Le contexte européen », dossier constitué par Jacques Sutter, en collaboration de Jean-Michel Pignoux, Problèmes politiques et sociaux, Paris, La documentation française, n° 650, 15 février 1991, 64 p. De J. Sutter : un « Avant propos », p.2-4  et « Lire les sondages », p. 18-19

- « Quelle revanche de Dieu ? », Esprit, octobre 1991, p.116-128.

- « Les Français sont-ils encore catholiques ? », La Vie, n° 2415, 12-18 décembre 1991, p. 56-63. Propos recueilli par Aimé Savard.
- « Les Français et la religion catholique. La rupture s'accélère », propos recueillis par Serge Lafitte, Témoignage chrétien ,« L'église sous Jean-Paul II », quatrième trimestre 1992, p. 35-36

- « Religion et État en Europe », L’actualité religieuse dans le monde, n° 111, 15 mai 1993, p. 27-31, Propos recueilli par Jean-Paul Guetny.

- « L’actualité des Lumières », Recherches de science religieuse, Paris, janvier-mars 1994, tome 82, n°1, p. 39-69.

- « La mélodie protestante », L’actualité religieuse, « Les protestants, ces chrétiens trop méconnus », n° 137, 15 octobre 1995, p.18-21.

- « Musique et religion : L’emprise de l’esthétique », Archives de sciences sociales des religions, n°94, avril-juin 1996, p.19-44.